# Hochwohlgeboren

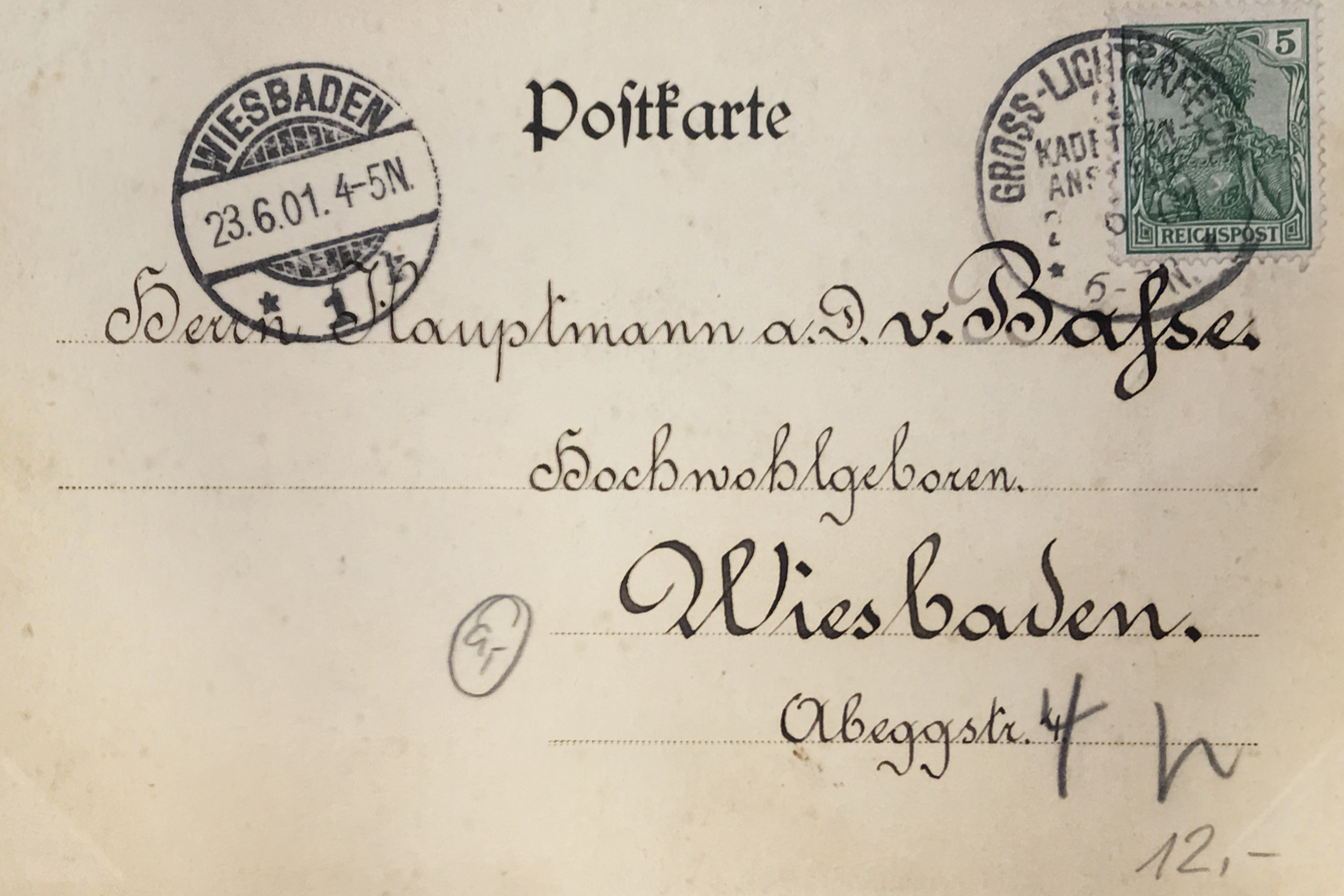
Postkarte von 1901

Hochwohlgeboren (magnificus) war eine Anrede für ein Mitglied des niedrigen Adelsstandes.
Gebührte die ursprüngliche Titulation Hoch- und Wohlgeboren zunächst allein Freiherren und Baronen (sofern sie nicht dem Uradel entstammten), so wurde die Anrede „Euer Hochwohlgeboren“ allmählich auch für Angehörige des übrigen niederen Adels (Ritter und Edle) üblich. Seit dem Spätmittelalter führten gleichfalls (bürgerliche) Doktoren der Rechte die Anrede, da sie nach Reichsgesetz mit den Rittern rangierten. Mit der Anrede war das Recht verbunden, sein Familienwappen zu vererben und eigene Ländereien frei zu verwalten.
Hochgeboren war zunächst das Adelsprädikat der Herzöge, die im 17. Jahrhundert zu Durchlaucht, regierende Herzöge seit 1844 auch zu Hoheit wechselten; Hochgeboren blieb dann die Anrede für nichtregierende Grafen (regierend: Erlaucht) sowie für Freiherren oder Barone aus dem Uradel.
Wohlgeboren war indes die Anrede für bürgerliche Honoratioren, die im 19. Jahrhundert jedoch zunehmend auf die Anrede „Hochwohlgeboren“ bestanden.
Bei einer Adressierung schrieb man als Abkürzung
- an männliche Adressaten „S.H.“  für „Seine Hochwohlgeboren“
- an weibliche Adressaten „I.H.“  für „Ihre Hochwohlgeboren“
- als Pluralform in der Adresse vor dem Namen an ein verheiratetes Paar „I.I.H.H.“

vor dem Namen.